# 四轴飞行器

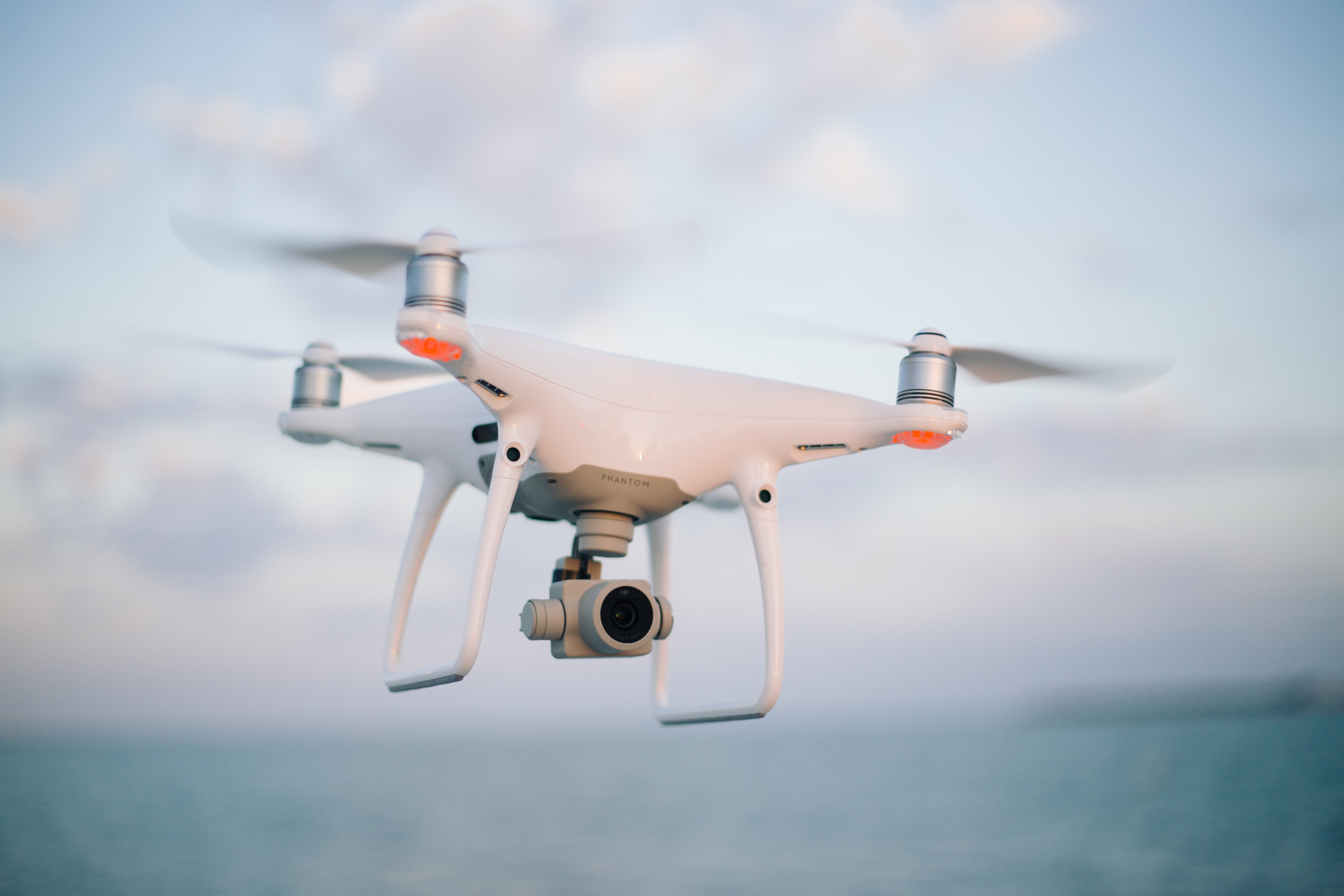
飞行中的大疆“精灵”四旋翼无人机

四旋翼飞行器（quadrotor aircraft），又稱四轴直升机（quadcopter）或简称四轉子（quad），是用大小相同、两侧对称分布的四个旋翼产生升力的多轴飞行器，属于直升机的一种。和固定翼飞机不同，四旋翼机可以仅仅通过调整不同旋翼之间的相对转速来调节不同位置的推力，来进行垂直起降、悬停、倒飞、侧飞、转向、翻滚等各种飞行动作。四旋翼飞行器是民用无人航空载具市场上最常见的设计形态，因此一定程度上成为了大众意义上“无人机”（drone）一词的代表。
标准设计的四个旋翼通常每个都与相邻的另两个的转动方向相反、与对角的转向却相同，这样就可以中和四个旋翼之间相互产生的反扭矩。这和常见的只有一个主旋翼的单旋翼直升机不同，因为单旋翼直升机必须依赖垂直的尾部螺旋桨（尾桨）才能抵消主旋翼产生的反扭矩防止飞机发生偏航运动。和单旋翼直升机相比，四旋翼有许多优点：它的旋翼角度固定，结构简单，每个旋翼的叶片比较短，叶片末端的线速度慢，发生碰撞时冲击力小，不容易损坏，对人也更安全。有些小型四轴飞行器的旋翼有外框，可避免碰撞。

## 历史

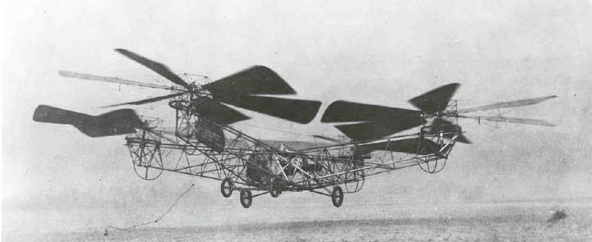
Flying Octopus，1923年美国制造的四轴飞行器

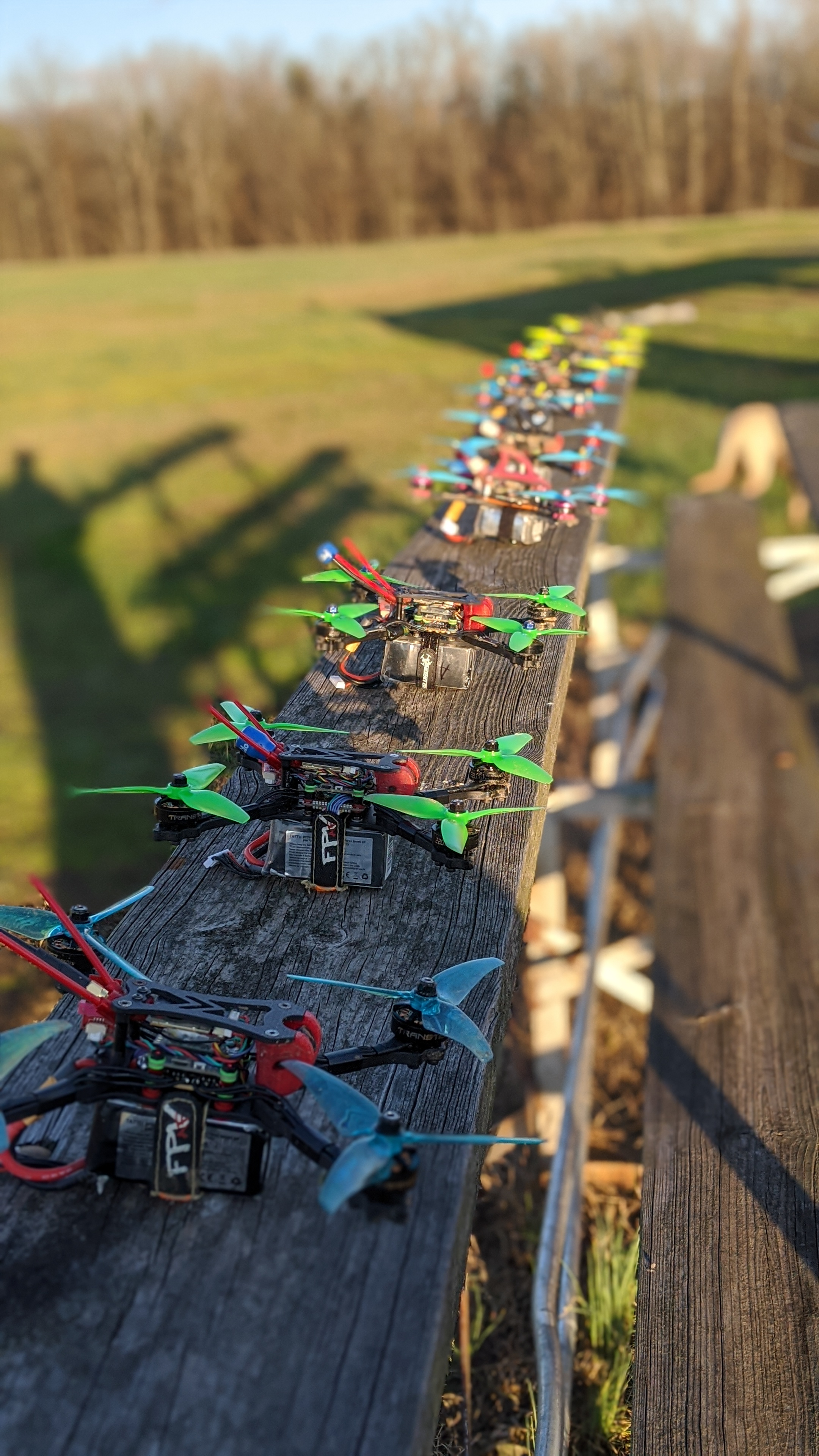
准备进行障碍赛的FPV无人机

在早期的设计中，四轴飞行器是解决反扭矩问题的优先选项之一，因为单旋翼直升机主副旋翼的设计虽然也可以解决扭矩问题，但机尾的垂直旋桨不提供升力而且在设计结构上也比使用多旋翼要复杂很多，而且一旦尾桨发生故障就会让机体彻底失控自旋。这使得四轴飞行器反倒成为最早实现重于空气飞行的飞行器，在1908年就由法国工程师路易·布勒盖首次进行了垂直起降。但因为多旋桨设计意味着需要配备多个引擎，对动力供应的需求更高，旋桨间的扭矩变化协调在没有计算机和自动化电控的年代也是很大的挑战，所以早期四旋翼型号的飞行和续航性能都很差，也很难操控和大型化，尤其是油门的控制难以做到精确迅速。此外加上单旋翼构型在巡航时的推重比和能量转换效率要远优于当时的四轴飞行器，故此在单轴直升机的反扭矩技术问题得以解决后，四轴飞行器迅速从应用航空器领域销声匿迹了，在这个20世纪都只作为军方试验机出现过几个型号。
在21世纪早期，随着小型电动机、蓄电池、电机控制器和无线通讯技术的进步，四轴飞行器因其机动飞行的性能潜力在遥控飞机领域获得了新生，成为许多航模发烧友进行障碍挑战和航拍的首选。以电机驱动的四轴飞行器體積小、重量輕、攜帶方便、滞空形态灵活，能輕易進入人体和载人飞行器不易进出的各種惡劣環境，除了可以用来執行鸟瞰取景，也可以进行實時監控、地形勘探等飛行任務。特别是隨著智能手机、运动相机、陀螺儀、电传飞控系统、自主避障和卫星导航等技术的發展，加上无刷直流电机、锂电池以及更加轻便坚韧的聚合物材料在民用市场的普及克服了四轴飞行器在动力和推重比方面的主要短板，以大疆等科技公司为代表的四轴无人机产业迅速崛起，广泛应用于影视业、自媒体、农业喷药、治安监控、消防、货物运输以及军事领域（例如侦察、校正炮击、简易航弹轰炸甚至进行自杀式攻击）。

## 流行文化
在2009年寶萊塢電影《三個傻瓜》中，就有描述當時剛開始萌芽的多軸飛行器，電影中男主角利用四轴飞行器拍到發現同學已上吊自殺的那幕。